# عزيز مكوار
عزيز مكوار (ولد في 13تشرين الثاني / نوفمبر 1950 فاس) دبلوماسي مغربي. شغل منصب  رئيس مجلس منظمة الأغذية والزراعة (الفاو) مستقل.  وسفير المغرب سابق في الولايات المتحدة الأمريكية, وهو المستشار الخاص في الرئاسة في البنك المغربي للتجارة الخارجية (BMCE) وعضو في مجلس إدارة  بنك أفريقيا. عين في عام 2016 من قبل ملك المغرب على اللجنة التوجيهية سفيرا في المفاوضات المتعددة الأطراف من كوب 22.

## الحياة الشخصية
درس عزيز مكوار في الليسيه الفرنسي تشارلز ليبيير في لشبونة وحصل على شهادة الدراسات العليا في المدرسة العليا للتجارة في باريس في عام 1974. وهو يجيد اللغة العربية، الإنجليزية، الفرنسية، الإيطالية، البرتغالية، الإسبانية. وهو متزوج من إيطالية أرستقراطي ماريا فيليس ولديه ابن واحد.
عزيز مكوار هو حفيد أحمد مكوار، وابن الدبلوماسي ورجل الأعمال طاهر مكوار وعائشة بنجلون.

## السيرة المهنية
عزيز مكوار كان سفير المغرب إلى أنغولا (1986-1993) وإلى البرتغال (1993-1999). وشغل سفيرا إلى إيطاليا ومالطا وألبانيا وفرسان مالطة (1999-2002). انتخب سابقا كرئيس مجلس  منظمة الأغذية والزراعة (الفاو) في تشرين الثاني / نوفمبر 2001 وأعيد انتخابه في عام 2003. كان سفيرا سابقا في الولايات المتحدة من 19 يونيو 2002 حتى عام 2011. شارك في التفاوض حول اتفاقية التجارة الحرة بين المغرب والولايات المتحدة  وتحدي الألفية حيث منحت الولايات المتحدة الأمريكية قيمة 697 مليون دولار للمغرب حول مشاريع التنمية.
اليوم هو مستشار مستقل ومستشار لعدد من الشركات المختلفة.

## أعمال أخرى
خلال حياته المهنية،  شغل السيد مكوار مسؤول عدة مناصب، بما في ذلك:
- الوزير المفوض في وزارة الشؤون الخارجية والتعاون في المغرب (1985-1986) [9]
- الممثل الدائم للمغرب لدى المكتب الدولي لتكنولوجيا المعلومات (1978-1985).
- مستشار أول ونائب رئيس البعثة في سفارة المغرب في روما (1977-1985).
- رئيس اللجنة المالية في منظمة الأغذية والزراعة (الفاو) عضو ورئيس الوفد المغربي إلى العديد من المؤتمرات الدولية (1999 – 2005).[10]
- رئيس المجموعة الأفريقية من منظمات الأمم المتحدة في روما (2000-2005).

## المنشورات
- دراسات على «آسيا-الدولار» وتأثيرها في المستقبل  على التنمية في الجنوب الشرقي لاسيا (1974).
- 30 عاما من السياسة الإيطالية الداخلية (1983).
- 30 عاما من السياسة الايطالية الخارجية (1983).

## الجوائز
- الصليب الأكبر من وسام الاستحقاق في البرتغال.
- وسام الصليب العسكري من أجل المسيح (البرتغال).
- الصليب الأكبر من وسام استحقاق الجمهورية الإيطالية

## وصلات خارجية
- المملكة المغربية وزارة الشؤون الخارجية والتعاون